# ژان ناژوت
ژان ناژوت (فرانسوی: Jean Nageotte‎؛ ۸ فوریهٔ ۱۸۶۶ – ۲۲ ژوئیهٔ ۱۹۴۸) کالبدشناس، بافت‌شناس، و متخصص اعصاب اهل فرانسه بود.
او متخصص در زمینهٔ پژوهش‌های آناتومیک در دستگاه عصبی بود و کارهای مهمی در زمینهٔ پیوند عصب، بافت‌شناسی عصبی، آکسون و غلاف میلین انجام داد.
ژان ناژوت جایگزین لویی آنتوان رانویه و کمی بعد، رئیسِ دپارتمان بافت‌شناسی تطبیقی در کالج فرانسه گردید.
وی در مقاله‌ای به سال ۱۹۱۰ میلادی، شرح داد که سلول‌های گلیال همچون یک دستگاه درون‌ریز عمل می‌کند و چندین مولکول شیمیایی به درونِ جریان خون ترشح می‌کند.